# Rattus blangorum
Rattus blangorum  (Miller, 1942) è un roditore della famiglia dei Muridi endemico di Sumatra.

## Descrizione

### Dimensioni
Roditore di piccole dimensioni, con la lunghezza della testa e del corpo tra 139 e 149 mm, la lunghezza della coda tra 161 e 175 mm, la lunghezza del piede tra 32 e 32,5 mm, la lunghezza delle orecchie tra 16 e 18 mm e un peso fino a 90 g.

### Aspetto
Le parti superiori sono giallo-brunastre mentre le parti ventrali sono giallo crema, con una striscia mediana più chiara lungo il petto. Il dorso delle zampe è dello stesso colore delle parti superiori del corpo. La coda è più lunga della testa e del corpo, uniformemente nerastra e ricoperta da circa 12 anelli di scaglie per centimetro.

## Biologia

### Comportamento
È una specie terricola.

## Distribuzione e habitat
Questa specie è conosciuta soltanto da 2 esemplari catturati sulle pendici del Gunung Leuser, nello stato di Aceh, Sumatra settentrionale.
Vive nelle foreste di pianura a circa 1.097 metri di altitudine.

## Conservazione
La IUCN Red List, considerata l'assenza di recenti informazioni sullo stato della popolazione e sulle condizioni del proprio habitat, classifica R.blangorum come specie con dati insufficienti (DD).